# Chironomus tokarabeceus
Chironomus tokarabeceus är en tvåvingeart som beskrevs av Sasa och Suzuki 1995. Chironomus tokarabeceus ingår i släktet Chironomus och familjen fjädermyggor. Inga underarter finns listade i Catalogue of Life.